# Commandant Rivière (1939)
Pour les articles homonymes, voir Commandant Rivière (homonymie).
Le Commandant Rivière est un aviso de la classe Élan de la Marine nationale française, en service pendant la Seconde Guerre mondiale.

## Origine du nom
Il porte le nom du commandant Henri Rivière (1827-1883), homme de lettres et officier de marine français, héros de la conquête du Tonkin.

## Service actif
Il est lancé le 16 février 1939 et entre en service en septembre 1939.
En mai 1940, il prend part à l’évacuation de Dunkerque. À partir de juin 1940, il est sous le contrôle de Vichy.
Le 8 décembre 1942, il est capturé par les Allemands, transféré en Italie, reclassifié en corvette et renommé FR52.
Le 28 mai 1943, des avions alliés le bombardent et le coulent à Livourne.